# Frica
Frica este un single al trupei Carla's Dreams, lansat pe 15 noiembrie 2017.Piesa a fost scrisă și produsă de membrii trupei Carla's Dreams.
Piesa a fost lansată ca un cadou pentru fani pentru a sărbători performanța trupei de avea peste 1.000.000 de abonați pe YouTube, fiind al doilea artist/trupă din România cu acest număr de abonați,după Inna. Deși piesa nu a ajuns la radiouri, dat faptul că piesa anterioară, Beretta, abia ce a intrat pe radiouri, Frica a rămas o piesă foarte apreciată de fani, reușind să adune peste 1.000.000 de vizualizări la doar câteva zile de la lansare.

## Bazele proiectului
Piesa a fost scrisă de membrii trupei Carla's Dreams, iar de producție s-au ocupat Alex Cotoi și Carla's Dreams.

## Videoclip
Filmările videoclipului au avut loc la Chișinău,sub regia lui Roman Burlaca, regizorul cu care trupa a mai lucrat în trecut. Pentru acest videoclip s-au folosit efecte speciale. Videoclip prezintă o idilă dintre un bărbat și iubita prietenului lui. Videoclipul este unul plin de intrigi și senzualitate,iar efectele speciale conferă un aspect special vizualului. Acestă idilă era de fapt în imaginația bărbatului și astfel o duce pe femeie acasă la iubitul ei. Clipul a fost postat pe data de 15 noiembrie 2017 pe canalul de YouTube al trupei și a adunat în prezent peste 22.300.000 de vizualizări.

## Lansări
| Țara    | Data              | Format           | Casa de discuri |
| ------- | ----------------- | ---------------- | --------------- |
| România | 15 noiembrie 2017 | Digital Download | Global Records  |